# Stuart Randall
Stuart Randall (Brazil, 24 luglio 1909 – San Bernardino, 22 giugno 1988) è stato un attore statunitense.
Recitò dal 1950 al 1969 in quasi 70 film e dal 1952 al 1971 in oltre 70 produzioni televisive.

## Biografia
Stuart Randall nacque a Brazil, in Indiana, il 24 luglio 1909.
La sua lunga serie di partecipazioni per il piccolo schermo può vantare numerose interpretazioni in serie televisive. Tra i personaggi comparsi in più di un episodio, da ricordare Rufe Prentice in 4 episodi della serie Le leggendarie imprese di Wyatt Earp nel 1958 (più altri tre episodi con altri ruoli), lo sceriffo Art Sampson in 5 episodi della serie Cimarron City dal 1958 al 1959, Al Livermore in 5 episodi della serie Lassie dal 1962 al 1964 (più altri sei episodi con altri ruoli tra cui quello di Len Briggs in tre episodi) e lo sceriffo Mort Corey in 34 episodi della serie Laramie dal 1960 al 1963 (il suo ruolo più noto). Interpretò inoltre numerosi altri personaggi secondari o ruoli da guest star in molti episodi di serie televisive dagli anni cinquanta agli anni novanta.
La sua carriera per il grande schermo vanta diverse partecipazioni; tra i personaggi a cui diede vita si possono citare il capo indiano Satanta in Cavalcata ad ovest (1954), il capitano della polizia John Lauder nel film horror L'uomo che uccise il suo cadavere (1956) e il colonnello in Verboten, forbidden, proibito (1959).
L'ultimo suo ruolo per il piccolo schermo fu quello del vice procuratore distrettuale per la serie Due onesti fuorilegge interpretato nell'episodio Dreadful Sorry Clementine, trasmesso il 18 novembre 1971, mentre per il cinema l'ultimo personaggio a cui diede vita è quello di McAlester nel film Il Grinta (1969).
Morì a San Bernardino, in California, all'età di 78 anni, il 22 giugno 1988.

## Filmografia

### Cinema
- Bells of Coronado, regia di William Witney (1950)
- Dynamite Pass, regia di Lew Landers (1950)
- Rider from Tucson, regia di Lesley Selander (1950)
- Rustlers on Horseback, regia di Fred C. Brannon (1950)
- La setta dei tre K (Storm Warning), regia di Stuart Heisler (1951)
- Rough Riders of Durango, regia di Fred C. Brannon (1951)
- Tomahawk - Scure di guerra (Tomahawk), regia di George Sherman (1951)
- Wells Fargo Gunmaster, regia di Philip Ford (1951)
- Tortura (Inside the Walls of Folsom Prison), regia di Crane Wilbur (1951) - non accreditato
- The Hoodlum, regia di Max Nosseck (1951)
- Gli uomini perdonano (Tomorrow Is Another Day), regia di Felix E. Feist (1951)
- Arizona Manhunt, regia di Fred C. Brannon (1951)
- Elena paga il debito (The Lady Pays Off), regia di Douglas Sirk (1951)
- I figli della gloria (Fixed Bayonets!), regia di Samuel Fuller (1951)
- La jena del Missouri (The Bushwhackers), regia di Rod Amateau (1951)
- Perdono (This Woman Is Dangerous), regia di Felix E. Feist (1952)
- Squilli al tramonto (Bugles in the Afternoon), regia di Roy Rowland (1952)
- Rancho Notorious, regia di Fritz Lang (1952)
- Carabina Williams (Carbine Williams), regia di Richard Thorpe (1952)
- Kid Monk Baroni, regia di Harold D. Schuster (1952)
- The Pride of St. Louis, regia di Harmon Jones (1952)
- La carica degli apaches (The Half-Breed), regia di Stuart Gilmore (1952)
- Corriere diplomatico (Diplomatic Courier), regia di Henry Hathaway (1952)
- Episodio, The Clarion Call di La giostra umana (Full House), regia di Henry Hathaway (1952)
- Park Row, regia di Samuel Fuller (1952)
- I pirati della Croce del Sud (Hurricane Smith), regia di Jerry Hopper (1952)
- Captive Women, regia di Stuart Gilmore (1952)
- L'ultima freccia (Pony Soldier), regia di Joseph M. Newman (1952)
- La valanga dei sioux (Hiawatha), regia di Kurt Neumann (1952)
- La congiura di montecristo (Sword of Venus) (1953)
- Destinazione Mongolia (Destination Gobi) (1953)
- Mano pericolosa (Pickup on South Street) (1953)
- Pony Express (1953)
- Arena (1953)
- Il territorio dei fuorilegge (Hannah Lee: An American Primitive) (1953)
- Il traditore di Forte Alamo (The Man from the Alamo) (1953)
- Il grande incontro (Champ for a Day) (1953)
- Hanno ucciso Vicki (Vicki) (1953)
- Mexican Manhunt (1953)
- I conquistatori della Virginia (Captain John Smith and Pocahontas) (1953)
- The Great Diamond Robbery, regia di Robert Z. Leonard (1954)
- Pionieri della California (Southwest Passage) (1954)
- Cavalcata ad ovest (They Rode West) (1954)
- Man with the Steel Whip (1954)
- Terra lontana (The Far Country) (1954)
- Anatomia di un delitto (Naked Alibi) (1954)
- L'amante proibita (This is My Love) (1954)
- Furia indiana (Chief Crazy Horse) (1955)
- Delitto sulla spiaggia (Female on the Beach) (1955)
- Flash! cronaca nera (Headline Hunters) (1955)
- I dominatori di Fort Ralston (Texas Lady) (1955)
- L'uomo che uccise il suo cadavere (Indestructible Man) (1956)
- Esecuzione al tramonto (Star in the Dust) (1956)
- Mezzogiorno... di fifa (Pardners) (1956)
- I dieci comandamenti (The Ten Commandments) (1956)
- La tortura della freccia (Run of the Arrow) (1957)
- Verboten, forbidden, proibito (Verboten!) (1959)
- Il grande pescatore (The Big Fisherman) (1959)
- I'll Give My Life (1960)
- A casa dopo l'uragano (Home from the Hill) (1960)
- Guadalcanal ora zero (The Gallant Hours) (1960)
- Dalla terrazza (From the Terrace) (1960)
- College Confidential (1960)
- Frontiera indiana (Frontier Uprising) (1961)
- La squadra infernale (Posse from Hell) (1961)
- Lassie: A Christmas Tail (1963)
- Taggart - 5000 dollari vivo o morto (Taggart) (1964)
- Un leone nel mio letto (Fluffy) (1965)
- Il Grinta (True Grit), regia di Henry Hathaway (1969)

### Televisione
- Squadra mobile (Racket Squad) – serie TV, un episodio (1952)
- Il cavaliere solitario (The Lone Ranger) – serie TV, 3 episodi (1950-1955)
- Adventures of Superman – serie TV, un episodio (1952)
- City Detective – serie TV, un episodio (1953)
- Letter to Loretta – serie TV, 4 episodi (1954-1955)
- Schlitz Playhouse of Stars – serie TV, 3 episodi (1954-1956)
- Stories of the Century – serie TV, un episodio (1954)
- Mr. & Mrs. North – serie TV, un episodio (1954)
- Cavalcade of America – serie TV, un episodio (1954)
- Waterfront – serie TV, 2 episodi (1954)
- The Public Defender – serie TV, 3 episodi (1954)
- It's a Great Life – serie TV, un episodio (1954)
- The Adventures of Falcon – serie TV, un episodio (1955)
- Stage 7 – serie TV, episodio 1x21 (1955)
- Frontier – serie TV, un episodio (1955)
- I racconti del West (Zane Grey Theater) – serie TV, 2 episodi (1956-1957)
- Le leggendarie imprese di Wyatt Earp (The Life and Legend of Wyatt Earp) – serie TV, 7 episodi (1956-1959)
- The Star and the Story – serie TV, episodio 2x14 (1956)
- The 20th Century-Fox Hour – serie TV, episodio 1x13 (1956)
- Passport to Danger – serie TV, un episodio (1956)
- The Adventures of Dr. Fu Manchu – serie TV, un episodio (1956)
- Colt.45 – serie TV, 2 episodi (1957-1958)
- Sugarfoot – serie TV, episodi 1x03-1x19-2x05 (1957-1958)
- The Restless Gun – serie TV, 5 episodi (1957-1959)
- Carovane verso il west (Wagon Train) – serie TV, 2 episodi (1957-1959)
- Cheyenne – serie TV, 2 episodi (1957-1960)
- Le avventure di Charlie Chan (The New Adventures of Charlie Chan) – serie TV, un episodio (1957)
- On Trial – serie TV, un episodio (1957)
- Jane Wyman Presents The Fireside Theatre – serie TV, un episodio (1957)
- Wire Service – serie TV, episodi 1x01-1x24 (1956-1957)
- Tales of Wells Fargo – serie TV, un episodio (1957)
- Avventure in elicottero (Whirlybirds) – serie TV, un episodio (1957)
- Navy Log – serie TV, episodi 2x15-3x04 (1957)
- Official Detective – serie TV, un episodio (1957)
- Cimarron City – serie TV, 5 episodi (1958-1959)
- The Texan – serie TV, 3 episodi (1958-1959)
- The Rifleman – serie TV, 2 episodi (1958-1960)
- Lawman – serie TV, 2 episodi (1958-1961)
- Broken Arrow – serie TV, un episodio (1958)
- Lassie – serie TV, 11 episodi (1959-1967)
- Il tenente Ballinger (M Squad) – serie TV, un episodio (1959)
- Northwest Passage – serie TV, un episodio (1959)
- The Rough Riders – serie TV, episodio 1x26 (1959)
- Yancy Derringer – serie TV, episodio 1x33 (1959)
- L'uomo ombra (The Thin Man) – serie TV, episodio 2x33 (1959)
- Maverick – serie TV, episodio 3x09 (1959)
- Border Patrol – serie TV, un episodio (1959)
- Ricercato vivo o morto (Wanted: Dead or Alive) – serie TV, episodi 2x26-3x15 (1960-1961)
- Laramie – serie TV, 34 episodi (1960-1963)
- Bonanza – serie TV, 6 episodi (1960-1971)
- Shotgun Slade – serie TV, un episodio (1960)
- Tightrope – serie TV, episodio 1x23 (1960)
- Overland Trail – serie TV, un episodio (1960)
- Scacco matto (Checkmate) - serie TV, episodio 1x03 (1960)
- Avventure lungo il fiume (Riverboat) – serie TV, 3 episodi (1960)
- Two Faces West – serie TV, un episodio (1961)
- Thriller – serie TV, episodio 1x27 (1961)
- Il magnifico King (National Velvet) – serie TV, episodio 2x21 (1962)
- Il virginiano (The Virginian) – serie TV, 7 episodi (1963-1969)
- Perry Mason – serie TV, un episodio (1964)
- Destry – serie TV, un episodio (1964)
- Daniel Boone – serie TV, un episodio (1965)
- Due avvocati nel West (Dundee and the Culhane) – serie TV, un episodio (1967)
- La grande vallata (The Big Valley) – serie TV, un episodio (1968)
- Death Valley Days – serie TV, un episodio (1968)
- Lancer – serie TV, episodio 1x25 (1969)
- I nuovi medici (The Bold Ones: The New Doctors) – serie TV, un episodio (1969)
- Marcus Welby (Marcus Welby, M.D.) – serie TV, un episodio (1969)
- Ai confini dell'Arizona (The High Chaparral) - serie TV, episodio 3x20 (1970)
- Ironside – serie TV, un episodio (1971)
- Due onesti fuorilegge (Alias Smith and Jones) – serie TV, un episodio (1971)